# Гейнц, Николай Александрович
Николай Александрович Гейнц (1821—?) — российский военный инженер, генерал-майор.
В 1858 году получил в Императорской академии художеств звание некласного художника архитектуры. В 1870-х годах служил в Московском окружном инженерном управлении.
В 1879 году построил 4-этажный каменный дом по Б. Пироговской улице (№ 35); надстроил дом на Сухаревской площади (1878, не сохранился). Для П. А. Смирнова построил здание торгового дома (Овчинниковская набережная. № 2) и перестроил корпуса на Пятницкой (№ 1; 1886) и  Садовнической улице (№ 57, стр. 5) улицах. Также перестроил корпус на Большой Лубянке (№ 11; 1879) и выстроил часовню в Химках (1880, не сохранилась).
Генерал-майор с 02.04.1890 года.